# Orton Chirwa

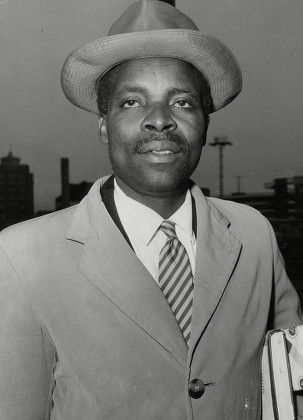
Orton Ching'oli Chirwa

Orton Chirwa (geboren am 30. Januar 1919; gestorben am 20. Oktober 1992) war ein Anwalt und politischer Führer im kolonialen Nyasaland. Nach der Unabhängigkeit war er Justizminister von Malawi und Attorney General (Generalstaatsanwalt). Nach einem Streit mit Malawis autokratischem Präsidenten Hastings Kamuzu Banda wurde Chirwa zusammen mit seiner Frau Vera Chirwa ins Exil getrieben. Nachdem sie im Ausland entführt worden waren, wurden sie in Malawi wegen Hochverrats angeklagt und zum Tode verurteilt. Amnesty International bezeichnete das Ehepaar als politische Gefangene (prisoners of conscience). Nach mehreren Jahren im Todestrakt in Malawi und 1984 erfolgter Umwandlung des Urteils in eine lebenslange Freiheitsstrafe starb Orton Chirwa am 20. Oktober 1992 im Gefängnis.

## Leben

### Jugend und Ausbildung
Über die Jugend von Orton Edgar Ching’oli Chirwa gibt es nur wenig Informationen. Er erhielt seine akademische Ausbildung an der University of Fort Hare in Südafrika. 1951 verfasste er ein langes Memorandum gegen die Föderation mit Südrhodesien, die er dem Colonial Secretary James Griffiths und dem Commonwealth Relations Secretary Patrick Gordon Walker übergab, als sie Nyasaland im August und September 1951 besuchten, um die Einschätzungen der Afrikaner zu diesem Thema einzuholen. Während der Lancaster House Conference 1952, bei der die Föderation diskutiert wurde, zog er in akademischer Robe „die Massen mit seinen sorgfältig argumentierten Angriffen auf den föderalen Plan auf Dorfmärkten und in Versammlungsräumen in seinen Bann“. Er stand zu dieser Zeit bereits seit vier Jahren mit Hastings Banda in Korrespondenz. Trotz weitverbreiteter Gegenstimmen wurde Nyasaland 1953 in die Föderation von Rhodesien und Nyasaland eingebunden. 1954 schloss sich Chirwa mit Charles Matinga und Andrew Mponda zur kurzlebigen Nyasaland Progressive Association zusammen, die unter den realen Bedingungen in der neuen Föderation arbeiten wollte. Zwischen 1954 und etwa 1956 war Chirwa als Instructor am Domasi Teacher Training College eingesetzt, wo er zusammen mit David Rubadiri und Alec Nyasulu aktiv daran arbeitete, seinen Studenten ein nationalistisches politisches Bewusstsein zu vermitteln.

## Politik
1959 verbot die britische Kolonialregierung den Nyasaland African Congress (NAC) und verhaftete die meisten Führer der politischen Partei, darunter Orton Chirwa und Banda, in der Massenaktion Operation Sunrise. Orton Chirwa wurde kurze Zeit im Khami-Gefängnis in der Nähe von Bulawayo in Südrhodesien inhaftiert, bevor er am 1. August 1959 freigelassen wurde. Er wurde der erste Präsident der Malawi Congress Party (MCP), einer Nachfolgepartei der NAC, die am 30. September 1959 gegründet wurde. Es gab Widerstände gegen diese Ernennung, insbesondere von Kanyama Chiume, welcher ihn wegen seiner früheren Verbindung mit der föderationstoleranten Nyasaland Progressive Association als ungeeignet ansah. Es wurde vermutet, dass die britische Regierung gehofft hatte, dass Chirwa als gemäßigter Nationalist die Führung übernehmen würde, aber es wurde bald klar, dass er Banda lediglich „den Sitz warm halten“ wollte. Als er im November 1959 Iain Macleod besuchte, den Kolonialsekretär in der konservativen Regierung unter Harold Macmillan, machte er deutlich, dass die MCP nur mit Banda als Chef über die Unabhängigkeit verhandeln würde. Drei Tage nachdem Banda am 2. April 1960 aus dem Gwelo-Gefängnis entlassen worden war, lud Orton Chirwa ihn zusammen mit anderen NAC-Führern ein, für das Amt des Präsidenten der MCP zu kandidieren. Chirwa trat zurück und Banda übernahm die Führung der Malawi Congress Party, die in der Folge dann Malawi 1964 in die Unabhängigkeit führte.
Harold Macmillan besuchte Nyasaland im Jahr 1960 und Chirwa organisierte am 25. Januar in Blantyre einen Protest, der in den britischen Zeitungen wegen seiner Gewalttätigkeit Beachtung fand. Im Vorfeld der Wahlen im Jahr 1962 und erneut im Jahr 1963 verurteilte er lautstark die Versuche anderer Afrikaner, politische Parteien gegen die MCP zu gründen, wobei er und David Rubadira zu dieser Zeit offen für eine totalitäre Herrschaft unter der MCP eintraten.
Orton Chirwa wurde in Bandas Übergangsverwaltung, die 1962 das Amt antrat, zum Parlamentarischen Sekretär (Parliamentary Secretary) im Justizministerium ernannt (eine Position, die etwas unter der Position des Ministers war). Im Vorfeld der Wahlen zur Nationalversammlung 1964 förderte er aktiv den Einsatz „traditioneller Gerichte“ (traditional courts) als Alternative zur bestehenden Justiz. Das war ein umstrittener Schritt, da diese Gerichte einem erheblichen politischen Einfluss unterlagen und vom Obersten Richter und vom Gouverneur Glyn Jones heftig dafür kritisiert wurden, weil sie Hunderte Fälle politisch motivierter Einschüchterung in Form von Übergriffen, Morden, Brandstiftung und Erntezerstörung sowie Fälle von Einschüchterung gegen Zeugen Jehovas nicht untersuchten und strafrechtlich verfolgten. 1963 drohte Chirwa, Anklage gegen die Nyasaland Times aufgrund des Sedition Act zu erheben, weil diese Zeitung über oppositionelle politische Parteien berichtete.
Im Jahr 1964 wurde Chirwa Justizminister des unabhängigen Malawi und Generalstaatsanwalt (Attorney General), trat aber schon bald zusammen mit anderen Ministern in der Cabinet Crisis of 1964 zurück. Als er anschließend versuchte, sich mit Banda zu versöhnen, wurde er nach einem Treffen mit Banda im Regierungsgebäude von Bandas Leibwächter schwer zusammengeschlagen. Am 23. Oktober 1964 wurde der Sub-Chief Timbiri aus Chirwas Wahlkreis Nkahata Bay in Zomba ermordet. Die Polizei gab an, sie habe Beweise dafür, dass Chirwa beteiligt gewesen sei. Er floh Anfang November zusammen mit seiner Frau Vera nach Daressalam.

### Exil und Entführung
Durch Bandas autoritäre Politik gezwungen, Malawi zu verlassen, ließen sich die Chirwas in Tansania nieder, wo Orton Chirwa als Anwalt lehrte und praktizierte. Er gründete eine neue politische Partei, die Malawi Freedom Movement, die in Malawi, zu der Zeit ein Einparteienstaat mit Banda als lebenslangem Präsidenten, kaum aktive Unterstützung hatte. Während die Eheleute Chirwa mit ihrem jüngsten Sohn Fumbani Sambia besuchten, wurden sie an Heiligabend 1981 im Osten Sambias von malawischen Sicherheitskräften entführt, verhaftet und unter dem Vorwurf des Hochverrats nach Malawi zurückgebracht, obwohl sie angeblich versucht hatten, nach Malawi einzureisen.

### Prozess
Ironischerweise wurden die Chirwas vor einem solchen „traditionellen“ Gericht angeklagt, für dessen Einführung sich Orton 1962 selbst eingesetzt hatte. Die Eheleute, beides Anwälte, mussten sich selbst verteidigen, da die traditionellen Gerichte in dem zweimonatigen Prozess keine externen Verteidiger erlaubten. Sie standen vor Richtern, die direkt von Banda ernannt waren. Dieser Fall zeigte die Mängel des Systems auf. Am Ende ihrer Berufung im Jahr 1983 lehnte die Minderheit der Berufungsrichter mit juristischer Ausbildung den Schuldspruch ab, die jedoch von der Mehrheit aus traditionellen Häuptlingen überstimmt wurde.
Bei ihrem Prozess argumentierten die Chirwas, sie seien im Dezember 1981 aus Sambia entführt worden. Dies und der Vorwurf, sie hätten sich zum Sturz der Regierung außerhalb Malawis verschworen, hätten eigentlich zur Unzuständigkeit des traditionellen Gerichts führen müssen. Der Fall hätte immer noch vor dem Obersten Gerichtshof Malawis verhandelt werden können, aber dieses Gericht verlangte einen zweifelsfreien Schuldnachweis. Der Hochverratsprozess, der 1983 vor dem traditionellen Gericht der Südregion gegen die Chirwas verhandelt wurde, basierte auf handschriftlichen Dokumenten, die angeblich bei ihrer Festnahme gefunden worden waren, und auf der „Expertenaussage“ eines Polizeibeamten, dass sie tatsächlich in Orton Chirwas Handschrift geschrieben seien. Als Beweismittel wurde auch eine nicht unterzeichnete Erklärung zugelassen, die angeblich von Orton Chirwa stammte, deren Urheberschaft er jedoch bestritt, sowie eine Abschrift eines angeblich aufgezeichneten Interviews, das er gegeben hatte. Den Chirwas war es nicht gestattet, Zeugen von außerhalb Malawis aufzurufen. Sie wurden beide zum Tode verurteilt und in das Zentralgefängnis in Zomba gebracht.
Bei der Berufung der Chirwas beim National Traditional Court of Appeal wurden die Weigerung des Untergerichts, Zeugen der Verteidigung zuzulassen, die Zulassung der nicht unterzeichneten Aussage und die Akzeptanz eines Polizeibeamten als Sachverständiger kritisiert und von einer Minderheit der Richter nicht akzeptiert, dass die Erstellung unveröffentlichter handschriftlicher Dokumente einem Verrat gleichkam. Das Berufungsgericht kam jedoch zu dem verblüffenden Schluss, dass die traditionellen Gerichte, auch wenn sie rechtlich nicht zuständig seien, ein traditionelles Recht hätten, die Chirwas vor Gericht zu stellen, und dass (trotz der Mängel bei der Behandlung des Falles durch das untere Gericht) ihre Entscheidung richtig war und bestehen bleiben sollte. Die Todesurteile wurden umgewandelt, Orton Chirwa starb später im Gefängnis. Vera Chirwa wurde 1993 nach über elf Jahren Haft, meist in Einzelhaft, aus dem Gefängnis entlassen.

### Gefangenschaft und Tod
Im Zomba-Gefängnis wurde Orton Chirwa in Einzelhaft festgehalten und durfte keinen Kontakt zur Außenwelt haben. Acht Jahre lang durfte er nicht einmal seine Frau Vera sehen, die im selben Gefängnis festgehalten wurde. 1990 leitete Amnesty International eine Untersuchung ihres Schicksals ein und ernannte das Paar zu gewaltlosen politischen Gefangenen (prisoners of conscience). Als im Herbst 1992 eine Delegation britischer Rechtsexperten Orton und Vera im Gefängnis besuchen durfte, konnten sich die Chirwas zum ersten Mal seit acht Jahren wieder treffen. Nach Angaben der britischen Anwälte war er zum Zeitpunkt des Treffens nahezu taub und aufgrund unbehandelter Katarakte (Grauer Star) fast blind. Orton starb in seiner Zelle 3 Wochen später im Alter von 73 Jahren.

### Familie
Nkhondo Chirwa, der zweite Sohn von Orton und Vera, starb unerwartet am 18. Oktober 2016 in Kendal, Cumbria, England, seiner langjährigen Heimatstadt, wo er mit seinen Kindern lebte. Er ist auf dem Parkside-Friedhof Kendal begraben. Bei seiner Beerdigung wurde Amnesty International für deren Einsatz zugunsten der Familie Chirwa gewürdigt.
Orton Chirwas Enkel, Orton Ndau, ist ebenfalls Anwalt. Orton Ndau schloss 2011 sein Jurastudium an der Howard University School of Law ab. Danach arbeitete Orton Ndau als Sachbearbeiter für Kevin N. Fox, Oberrichter des US-Bezirksgerichts für den südlichen Bezirk von New York. Orton Ndau ist jetzt Anwalt bei Paul, Weiss, Rifkind, Wharton & Garrison LLP in New York.